# Thomas Villiers (1. hrabia Clarendon)
Thomas Villiers, 1. hrabia Clarendon (ur. 1709, zm. 11 grudnia 1786 w Watford w hrabstwie Hertfordshire) – brytyjski arystokrata i polityk.

## Życiorys

### Wczesne lata życia i kariera w dyplomacji
Był drugim synem Williama Villiersa, 2. hrabiego Jersey, i Judith Herne, córki Fredericka Herne’a. Wykształcenie odebrał w Eton College oraz w Queens’ College na Uniwersytecie Cambridge . Po ukończeniu studiów rozpoczął pracę w służbie dyplomatycznej.
W latach 1740–1747 był wysłannikiem w Elektoracie Saksonii i Rzeczypospolitej Obojga Narodów. Dodatkowo w latach 1742–1743 był wysłannikiem na dwór Marii Teresy w Wiedniu, a w latach 1746–1748 wysłannikiem na berliński dwór Fryderyka II. Była to jego ostatnia placówka dyplomatyczna.

### Kariera polityczna
Związany z partią wigów Villiers został w 1747 r. wybrany do Izby Gmin jako reprezentant okręgu Tamworth. W latach 1748–1756 był lordem komisarzem Admiralicji. W 1756 r. otrzymał tytuł 1. barona Hyde i zasiadł w Izbie Lordów.
W 1763 r. otrzymał stanowisko poczmistrza generalnego i został członkiem Tajnej Rady. Poczmistrzem pozostał do 1765 r. W 1771 r. został Kanclerzem Księstwa Lancaster i pozostał na tym stanowisku do upadku gabinetu lorda Northa w 1782 r.
14 czerwca 1776 r. otrzymał tytuł 1. hrabiego Clarendon. W 1782 r. otrzymał tytuł barona Królestwa Prus, który na mocy Królewskiej Licencji mógł używać w Wielkiej Brytanii. W 1783 r. ponownie został Kanclerzem Księstwa Lancaster. We wrześniu 1786 r. objął po raz drugi stanowisko poczmistrza generalnego obok lorda Cartereta. Zmarł podczas sprawowania urzędu w grudniu 1786 r.

## Rodzina
30 marca 1752 r. poślubił lady Charlotte Capell (2 października 1721 – 3 września 1790), córkę Williama Capella, 3. hrabiego Essex, i lady Jane Hyde, córki 4. hrabiego Clarendon. Thomas i Charlotte mieli razem trzech synów i córkę:
- Thomas Villiers (25 grudnia 1753 – 7 marca 1824), 2. hrabia Clarendon
- John Villiers (14 listopada 1757 – 22 grudnia 1838), 3. hrabia Clarendon
- George Villiers (23 listopada 1759 – 21 marca 1827)
- Charlotte Barbara Villiers (27 marca 1761 – 9 kwietnia 1810)